# Chileens honkbalteam

Vlag van Chili.

Het Chileens honkbalteam is het nationale honkbalteam van Chili. Het team vertegenwoordigt Chili tijdens internationale wedstrijden. Het Chileens honkbalteam hoort bij de Pan-Amerikaanse Honkbal Confederatie (COPABE). 